# Francesco Alborea
Francesco Alborea (Nápoles, 31 de marzo de 1691 - Viena, 20 de julio de 1739) fue un violonchelista y compositor italiano cuyos padres, tal y como se recoge en el archivo bautismal de la parroquia Santa Ana de Palazzo,eran Emanuele Alborea y Aloisa Bassano. También conocido como Franciscello o Francischello, su educación musical se produjo en el Conservatorio Santa María di Loreto de la misma ciudad, donde estuvo tutelado por el violinista y compositor Gian Carlo Cailó.

## Biografía
Algunas de las noticias que han llegado hasta nuestros días sobre la vida de Franciscello son los testimonios de otros músicos contemporáneos suyos recogidos en la obra de Fetis Biographie universelle des musiciens et bibliographie générale de la musique, tales como Francesco Geminiani, quien, tras asistir a un concierto en Roma en el año 1713, en el que interpretó junto a Alessandro Scarlatti al clave una cantata con violonchelo obligatto, exclamó: «sólo un ángel, bajo semblante humano, podría sonar de un modo tan encantador». En 1725 lo oyó Johann Joachim Quantz durante un concierto junto al famosísimo cantante Farinelli, celebrado en honor al Príncipe Lichtenstein y, desde entonces, hablaba de él con verdadera admiración. 
Tal era su fama como virtuoso del violonchelo que fue contratado por la Real Capilla de Nápoles hasta que se trasladó a Viena para trabajar como músico del Conde de Uhlenfeld en 1726. Un año más tarde, fue requerido por el emperador Carlos VI como violonchelista de la corte con un sueldo asignado de 1260 florines. Durante sus años en Viena coincidió con Franz Benda quien afirmaba que el talento de Franciscello se había convertido en su modelo.  
Francesco Alborea permaneció en la corte de Viena hasta su fallecimiento el 20 de julio de 1739. Posiblemente, a él le debemos el mayor protagonismo como solista del violonchelo; mientras Corelli ganaba fama como violinista, situando este instrumento como el más capaz de realizar la función melódica, nuestro chelista se hacía un hueco en aquel panorama musical dándole a su instrumento un lugar de mayor importancia y no sólo el habitual, hasta entonces, como miembro del bajo continuo. 
Otra de las deudas que tenemos con Franciscello es la influencia que tuvo sobre otros músicos como el mismísimo Martin Berteau. De la música escrita por Franciscello, dos sonatas han sobrevivido hasta nuestros días,custodiadas hoy por hoy en un manuscrito conservado en la Biblioteca Nacional de la República Checa.